# Oleksandr Sjlapak
Oleksandr Vіtalijovytj Sjlapak (ukrainska: Олександр Віталійович Шлапак), född 1 januari 1960, är en ukrainsk företagsekonom och politiker. Han var mellan 27 februari 2012 och 2 december 2014 finansminister i Ukraina och tidigare ekonomiminister i perioden 2001-2002.